# Ville-Saint-Jacques
Pour les articles homonymes, voir Saint-Jacques.
Cet article possède un paronyme, voir Villa Saint-Jacques.
Ville-Saint-Jacques est une commune française située dans le département de Seine-et-Marne, en région Île-de-France.

## Géographie

### Localisation

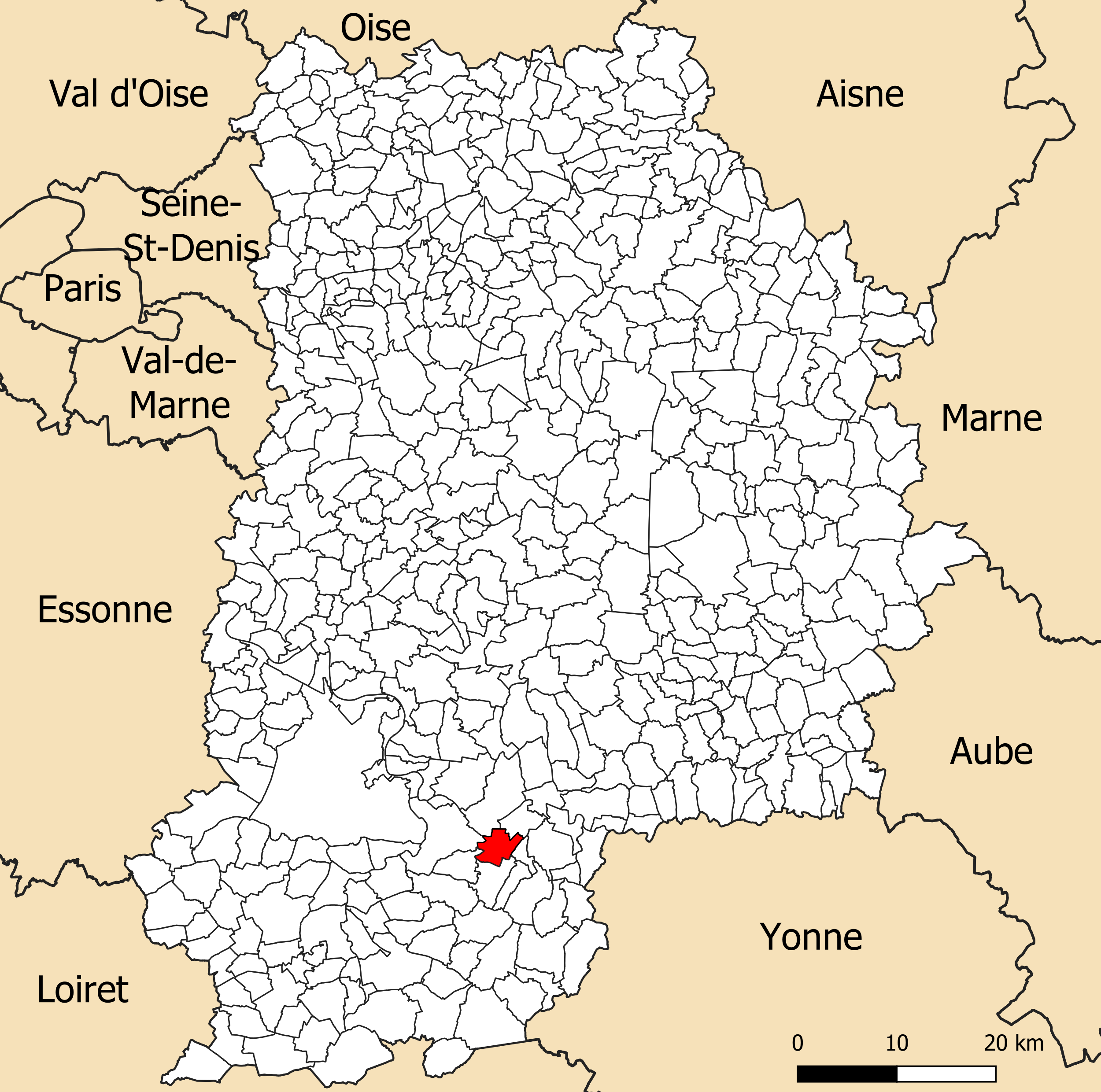
Localisation de la commune de Ville-Saint-Jacques dans le département de Seine-et-Marne.

La commune est située à environ 7 kilomètres au sud-ouest de Montereau-Fault-Yonne et 18 kilomètres au nord-est  de Nemours.

### Géologie et relief

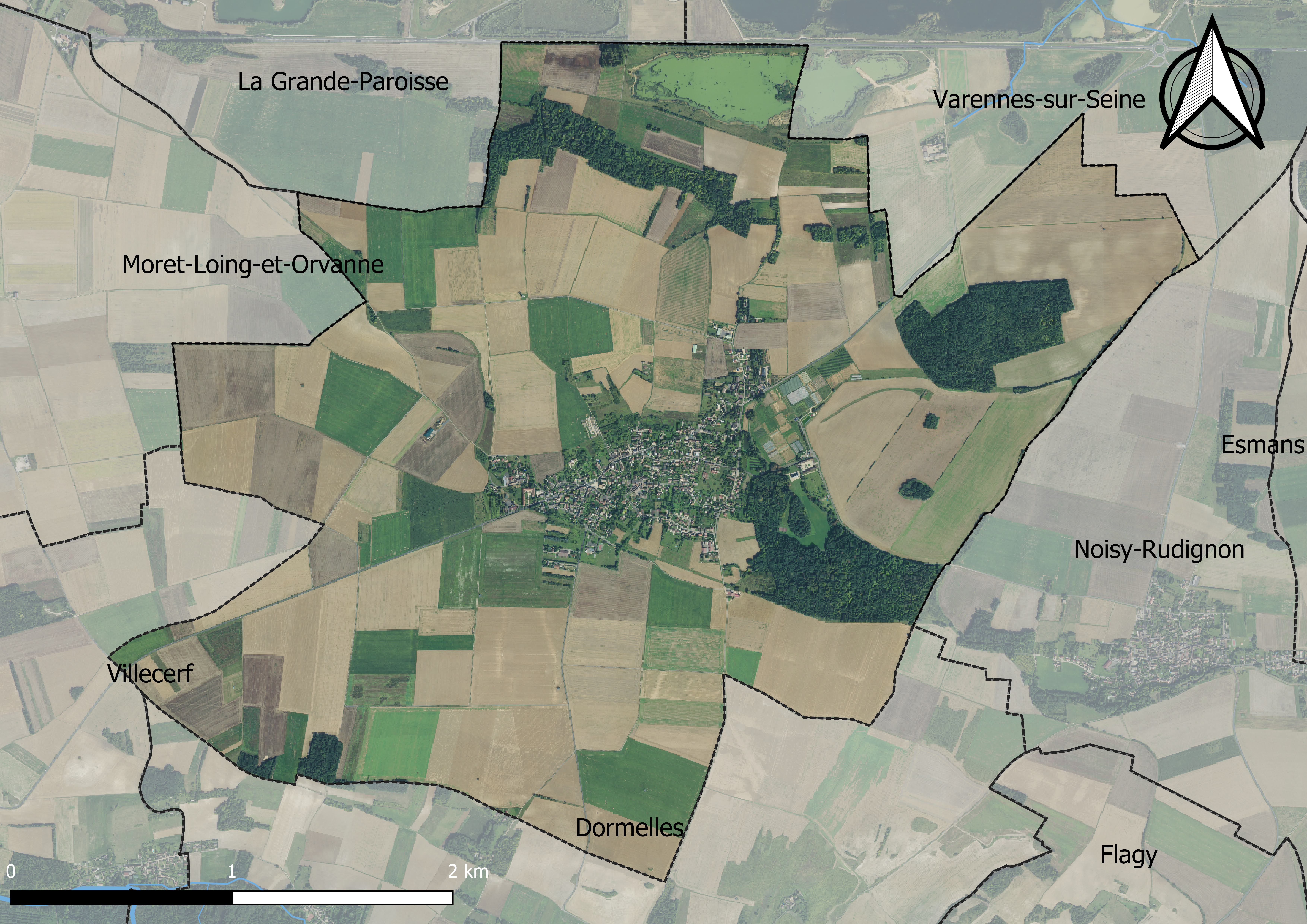
Carte orhophotogrammétrique de la commune de Ville-Saint-Jacques.

L'altitude de la commune varie de 48 mètres à 118 mètres pour le point le plus haut, le centre du bourg se situant à environ 98 mètres d'altitude (mairie). Elle est classée en zone de sismicité 1, correspondant à une sismicité très faible.

### Hydrographie

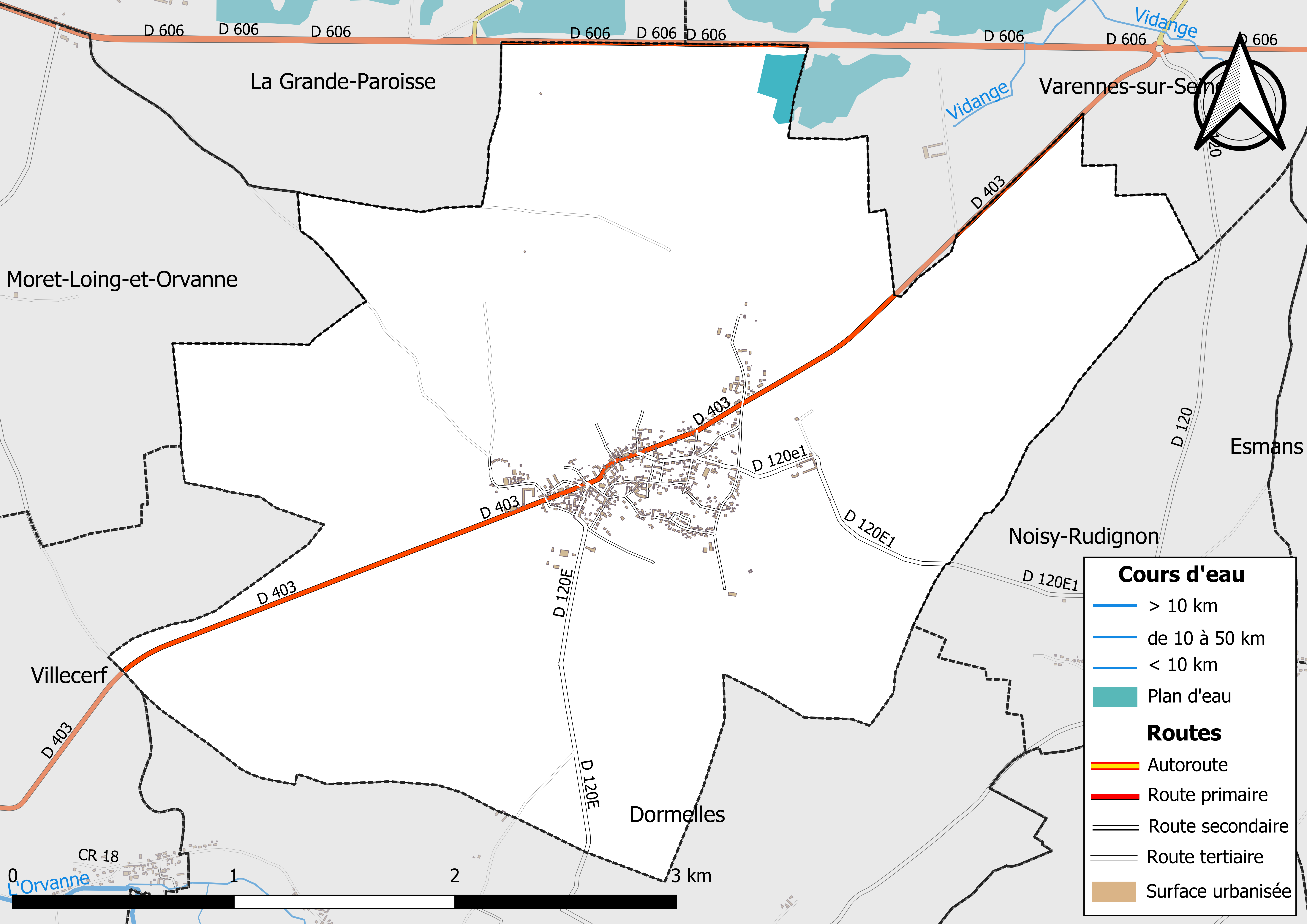
Carte des réseaux hydrographique et routier de Ville-Saint-Jacques.

Le réseau hydrographique de la commune se compose de l'aqueducs de la Vanne et du Loing, long de 156,88 km.
Sa longueur totale sur la commune est de 3,92 km.

### Climat
Pour des articles plus généraux, voir Climat de l'Île-de-France et Climat de Seine-et-Marne.
En 2010, le climat de la commune est de type climat océanique dégradé des plaines du Centre et du Nord, selon une étude du CNRS s'appuyant sur une série de données couvrant la période 1971-2000. En 2020, Météo-France publie une typologie des climats de la France métropolitaine dans laquelle la commune est exposée à un climat océanique altéré et est dans la région climatique Nord-est du bassin Parisien, caractérisée par un ensoleillement médiocre, une pluviométrie moyenne régulièrement répartie au cours de l’année et un hiver froid (3 °C).
Pour la période 1971-2000, la température annuelle moyenne est de 11,3 °C, avec une amplitude thermique annuelle de 15,4 °C. Le cumul annuel moyen de précipitations est de 724 mm, avec 11,6 jours de précipitations en janvier et 7,3 jours en juillet. Pour la période 1991-2020, la température moyenne annuelle observée sur la station météorologique la plus proche, située sur la commune de La Brosse-Montceaux à 9 km à vol d'oiseau, est de 12,0 °C et le cumul annuel moyen de précipitations est de 652,9 mm,. Pour l'avenir, les paramètres climatiques de la commune estimés pour 2050 selon différents scénarios d'émission de gaz à effet de serre sont consultables sur un site dédié publié par Météo-France en novembre 2022.

### Milieux naturels et biodiversité

#### Espaces protégés
La protection réglementaire est le mode d’intervention le plus fort pour préserver des espaces naturels remarquables et leur biodiversité associée,.
Deux espaces protégés sont présents dans la commune : 
- la zone centrale de la réserve de biosphère « Fontainebleau et Gâtinais », créée en 1998 et d'une superficie totale de 150 544 ha (46 056 ha pour la zone centrale). Cette réserve de biosphère, d'une grande biodiversité, comprend trois grands ensembles : une grande moitié ouest à dominante agricole, l’emblématique forêt de Fontainebleau au centre, et le Val de Seine à l’est. La structure de coordination est l'Association de la Réserve de biosphère de Fontainebleau et du Gâtinais, qui comprend un conseil scientifique et un Conseil Education, unique parmi les Réserves de biosphère françaises[13],[14].
- la zone de transition de la réserve de biosphère « Fontainebleau et Gâtinais », créée en 1998 et d'une superficie totale de 150 544 ha (95 595 ha pour la zone de transition). Cette réserve de biosphère, d'une grande biodiversité, comprend trois grands ensembles : une grande moitié ouest à dominante agricole, l’emblématique forêt de Fontainebleau au centre, et le Val de Seine à l’est. La structure de coordination est l'Association de la Réserve de biosphère de Fontainebleau et du Gâtinais, qui comprend un conseil scientifique et un Conseil Education, unique parmi les Réserves de biosphère françaises[13],[15].

#### Zones naturelles d'intérêt écologique, faunistique et floristique

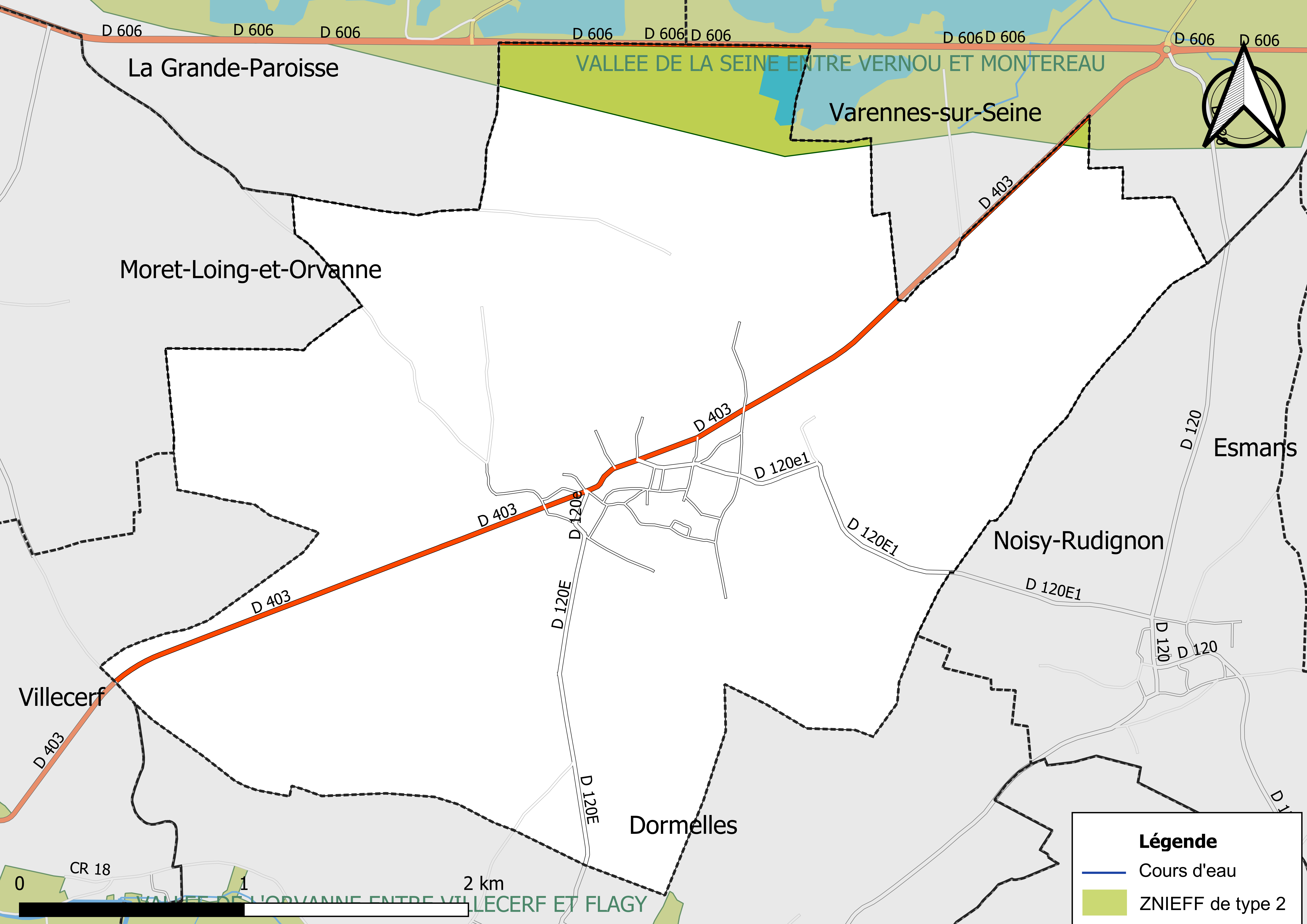
Carte des ZNIEFF de type 2 localisées sur la commune.

L’inventaire des zones naturelles d'intérêt écologique, faunistique et floristique (ZNIEFF) a pour objectif de réaliser une couverture des zones les plus intéressantes sur le plan écologique, essentiellement dans la perspective d’améliorer la connaissance du patrimoine naturel national et de fournir aux différents décideurs un outil d’aide à la prise en compte de l’environnement dans l’aménagement du territoire.
Le territoire communal de Ville-Saint-Jacques comprend une ZNIEFF de type 2,,, 
la « vallée de la Seine entre Vernou et Montereau » (1 626,19 ha), couvrant 8 communes du département.

## Urbanisme

### Typologie
Au 1er janvier 2024, Ville-Saint-Jacques est catégorisée bourg rural, selon la nouvelle grille communale de densité à sept niveaux définie par l'Insee en 2022.
Elle est située hors unité urbaine. Par ailleurs la commune fait partie de l'aire d'attraction de Paris, dont elle est une commune de la couronne,. Cette aire regroupe 1 929 communes,.

### Lieux-dits et écarts
La commune compte 72 lieux-dits administratifs répertoriés consultables ici dont la Brosse, la Joie, la Panerée, la Vallée aux Pigeons, l'Épinoy, Belvédèr, le Bois d'Échalas, le Cormier, le Grand Leu, le Liébeau, le Tilloy, les Bondons, les Martinets, les Rôtis, les Vallées, l'Orme des Plantes, l'Orme Nochet, Moraille, la Fosse aux Loups.

### Occupation des sols
L'occupation des sols de la commune, telle qu'elle ressort de la base de données européenne d’occupation biophysique des sols Corine Land Cover (CLC), est marquée par l'importance des territoires agricoles (81,7 % en 2018), en diminution par rapport à 1990 (87,1 %). La répartition détaillée en 2018 est la suivante : 
terres arables (81,7% ), forêts (8,3% ), zones urbanisées (6,6% ), eaux continentales (2,6% ), milieux à végétation arbustive et/ou herbacée (0,7 %).
Parallèlement, L'Institut Paris Région, agence d'urbanisme de la région Île-de-France, a mis en place un inventaire numérique de l'occupation du sol de l'Île-de-France, dénommé le MOS (Mode d'occupation du sol), actualisé régulièrement depuis sa première édition en 1982. Réalisé à partir de photos aériennes, le Mos distingue les espaces naturels, agricoles et forestiers mais aussi les espaces urbains (habitat, infrastructures, équipements, activités économiques, etc.) selon une classification pouvant aller jusqu'à 81 postes, différente de celle de Corine Land Cover,,. L'Institut met également à disposition des outils permettant de visualiser par photo aérienne l'évolution de l'occupation des sols de la commune entre 1949 et 2018.

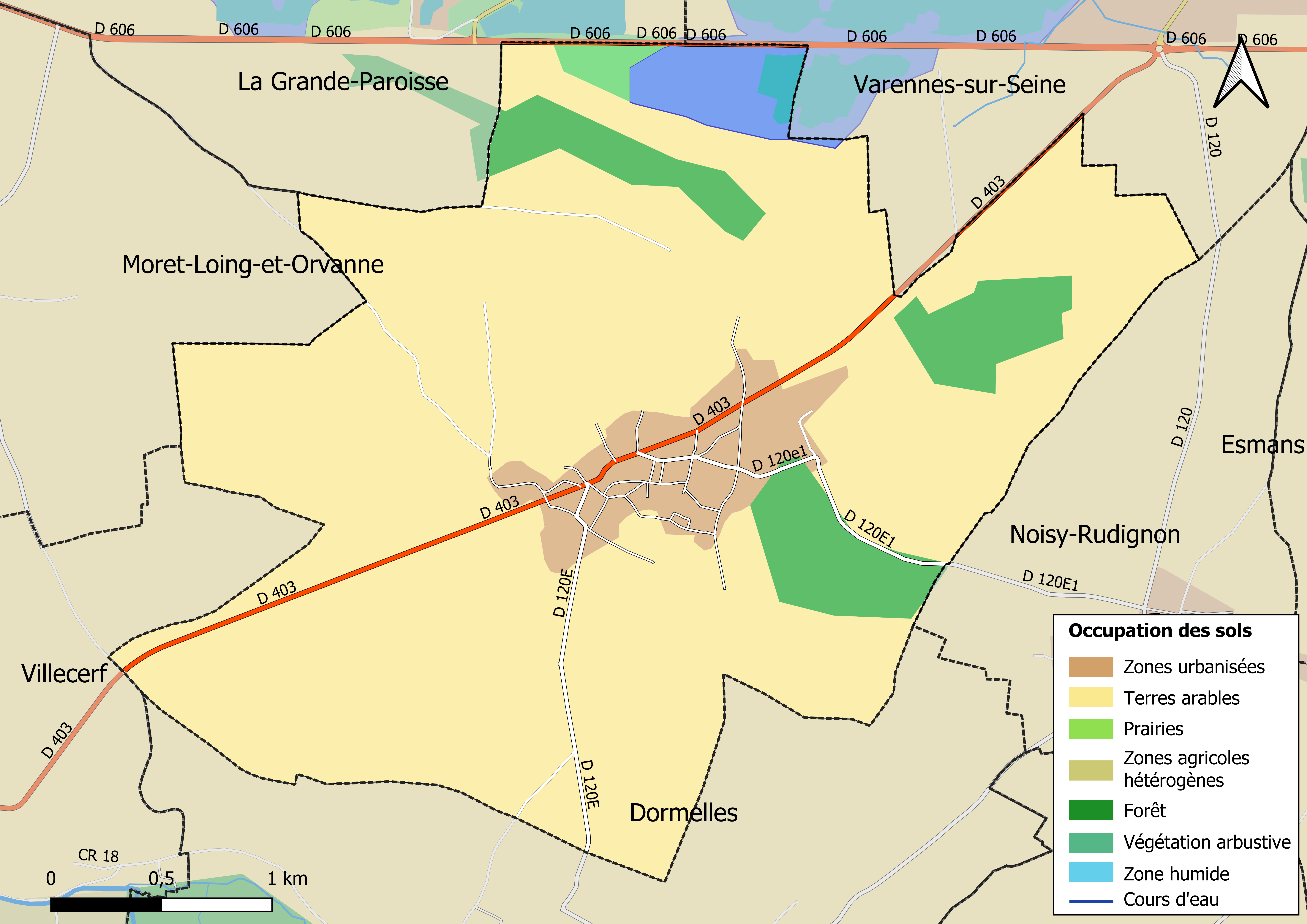
Carte des infrastructures et de l'occupation des sols en 2018 (CLC) de la commune.
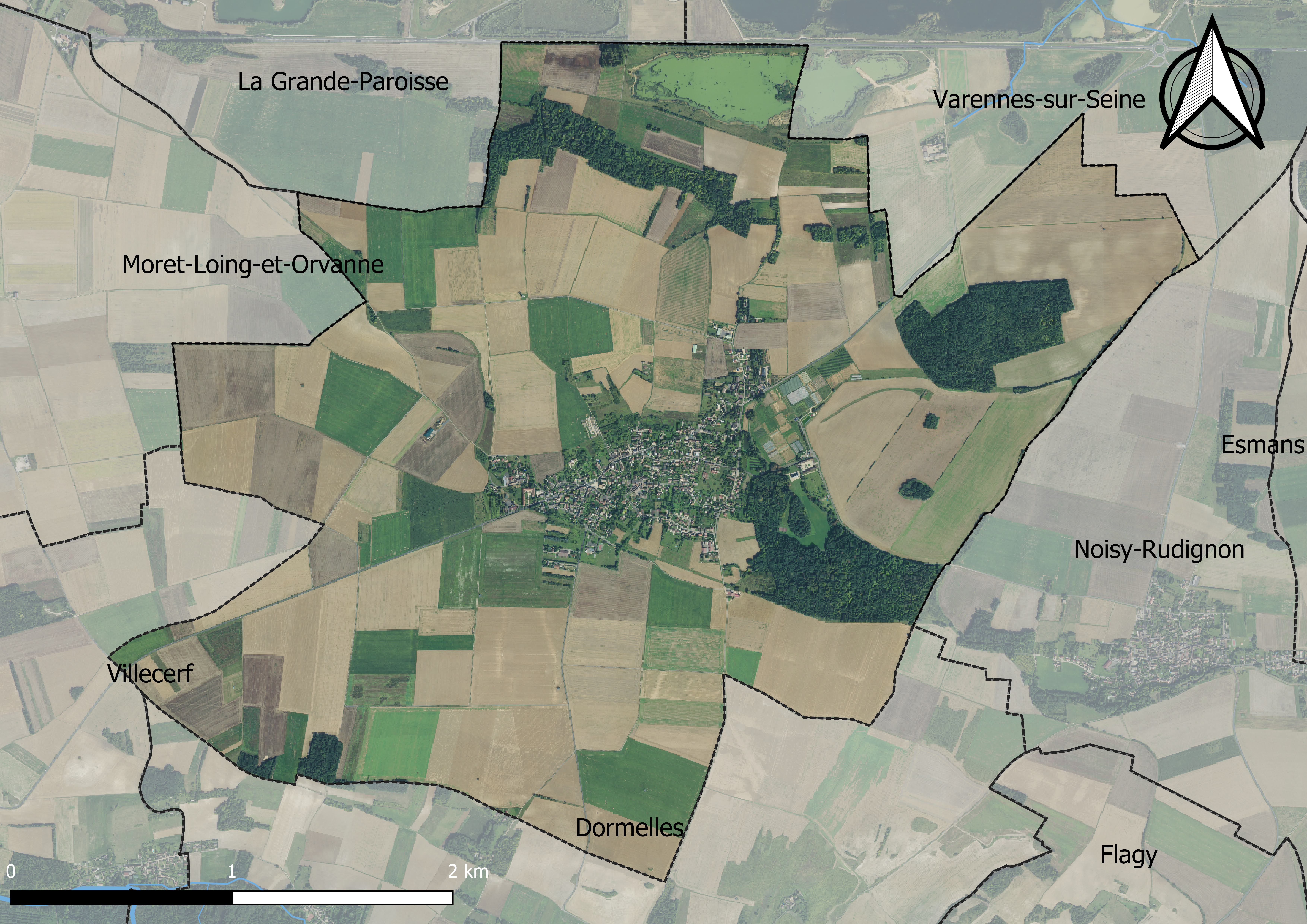
Carte orhophotogrammétrique de la commune.

### Planification
La loi SRU du 13 décembre 2000 a incité les communes à se regrouper au sein d’un établissement public, pour déterminer les partis d’aménagement de l’espace au sein d’un SCoT, un document d’orientation stratégique des politiques publiques à une grande échelle et à un horizon de 20 ans et s'imposant aux documents d'urbanisme locaux, les PLU (Plan local d'urbanisme). La commune est dans le territoire du SCOT Seine et Loing, dont le projet a été arrêté le 3 juillet 2019, porté par le syndicat mixte d’études et de programmation (SMEP) Seine et Loing rassemblant à la fois 44 communes et trois communautés de communes.
La commune disposait en 2019 d'un plan local d'urbanisme approuvé. Le zonage réglementaire et le règlement associé peuvent être consultés sur le Géoportail de l'urbanisme.

### Logement
En 2016, le nombre total de logements dans la commune était de 337, dont 96,4 % de maisons et 3,3 % d'appartements.
Parmi ces logements, 89,9 % étaient des résidences principales, 3 % des résidences secondaires et 7,1 % des logements vacants.
La part des ménages fiscaux propriétaires de leur résidence principale s'élevait à 93,1 % contre 5,9 % de locataires et 1 % logés gratuitement,.

### Voies de communication et transports

#### Transports
La commune est desservie par la ligne No 18C du réseau de bus Vallée du Loing - Nemours.

## Toponymie
Le nom de la localité est mentionné sous les formes Villaen 1171 ; Decima de la vile en 1173.
La ville a été dénommée ainsi car c'était une étape du pèlerinage de Saint-Jacques-de-Compostelle.

## Histoire
Le village de Ville-Saint-Jacques se situe dans le sud de la Seine-et-Marne (région d'Ile-de-France) sur un territoire de 1 075 ha, sur une crête surplombant la vallée de la Seine et à quelques kilomètres de l’Yonne (Bourgogne) et du Loiret (Centre), en bordure du futur parc naturel régional du Bocage-Gâtinais. La superficie est de 10,6 km2.
Ville-Saint-Jacques porte le code Insee 77516 et est associée au code postal 77130.
Il se situe géographiquement à une altitude de 100 mètres environ.
Il fait partie du canton de Moret-sur-Loing, dépend administrativement de la sous-préfecture de Fontainebleau, et a intégré en 2001, la communauté de communes de Moret Seine et Loing, comptant 21 autres communes avoisinantes pour élargir l’offre des services à la population.
Les habitants de Ville-Saint-Jacques s'appellent les Saint-Jacques-Villois et Saint-Jacques-Villoises.
Le village, outre de posséder une très belle église des XIIe et XVIe siècles en plein cœur du village, est contourné par le sud par l’aqueduc de la Vanne construit à la fin du XIXe siècle, lequel alimente Paris en eau potable.
On y faisait du brie dit de Ville-Saint-Jacques. Le village possédait jusqu’en 1959 une gare située sur la route de Noisy-Rudignon sur la ligne de Montereau à Château-Landon.
La vigne était très répandue au XIXe siècle, et l’église recèle un autel de Saint-Vincent, patron des vignerons qu’une confrérie locale, vénère encore.
Ville-Saint-Jacques a conservé son âme de petit village doté d’un caractère rural certain, entretenu volontairement par les équipes municipales successives.

### Les Templiers et les Hospitaliers
La seigneurie et les terres attenantes furent vendues en 1284 aux Templiers de la commanderie de Dormelles puis dévolues aux Hospitaliers de l'ordre de Saint-Jean de Jérusalem.

## Politique et administration

### Liste des maires
| Période     | Période                    | Identité                       | Étiquette | Qualité                                                         |
| ----------- | -------------------------- | ------------------------------ | --------- | --------------------------------------------------------------- |
| 1860        | 1871                       | Comte de Froidefond de Florian |           |                                                                 |
| 1871        | 1913                       | Louis Buffeteau                |           | Réélu en 1874, 1876, 1881, 1884, 1888, 1900, 1904, 1908 et 1912 |
| 1913        | 1919                       | Aristide Cretté                |           |                                                                 |
| 1919        | 1929                       | Adolphe Forget                 |           | Réélu en 1925                                                   |
| 1929        | 1934                       | Louis Buffeteau                |           | Maire de Ville-Saint-Jacques (1871 → 1913) Réélu en 1930        |
| 1934        | 1941                       | Alexis Coulon                  |           |                                                                 |
| 1941        | 1953                       | Henri Péradon                  |           | Réélu en 1945 et 1947                                           |
| 1953        | 1965                       | Maurice Maury                  |           | Réélu en 1959                                                   |
| 1965        | 1971                       | René Paupardin                 |           |                                                                 |
| 1971        | 1977                       | Jean Burdillat                 |           |                                                                 |
| 1977        | 2008                       | Jean-Claude Valette            |           | Réélu en 1983, 1989, 1995 et 2001                               |
| 2008        | 19 avril 2023              | Francis Duchateau              | SE        | Démissionnaire                                                  |
| 9 juin 2023 | En cours (au 24 juin 2023) | Philippe Peradon               | SE        | 1er adjoint au maire de Ville-Saint-Jacques (→ 2023)            |

### Jumelages
Ville-Saint-Jacques est, avec quatre autres communes du bocage gâtinais (Blennes, Chevry-en-Sereine, Saint-Ange-le-Viel et Villemaréchal), jumelée avec Starzach, une commune d'Allemagne.

## Équipements et services

### Eau et assainissement
L’organisation de la distribution de l’eau potable, de la collecte et du traitement des eaux usées et pluviales relève des communes. La loi NOTRe de 2015 a accru le rôle des EPCI à fiscalité propre en leur transférant cette compétence. Ce transfert devait en principe être effectif au 1er janvier 2020, mais la loi Ferrand-Fesneau du 3 août 2018 a introduit la possibilité d’un report de ce transfert au 1er janvier 2026,.

#### Assainissement des eaux usées
En 2020, la gestion du service d'assainissement collectif de la commune de Ville-Saint-Jacques est assurée par le SIDASS de Moret Seine et Loing pour la collecte, le transport et la dépollution. Ce service est géré en délégation par une entreprise privée, dont le contrat arrive à échéance le 31 décembre 2025,,.
L’assainissement non collectif (ANC) désigne les installations individuelles de traitement des eaux domestiques qui ne sont pas desservies par un réseau public de collecte des eaux usées et qui doivent en conséquence traiter elles-mêmes leurs eaux usées avant de les rejeter dans le milieu naturel. Le SIDASS de Moret Seine et Loing assure pour le compte de la commune le service public d'assainissement non collectif (SPANC), qui a pour mission de vérifier la bonne exécution des travaux de réalisation et de réhabilitation, ainsi que le bon fonctionnement et l’entretien des installations. Cette prestation est déléguée à une entreprise privée , dont le contrat arrive à échéance le 31 décembre 2025,.

#### Eau potable
En 2020, l'alimentation en eau potable est assurée par le SIDEP de la Vallée de l'Orvanne qui en a délégué la gestion à la SAUR, dont le contrat expire le 31 janvier 2030,,.
Les nappes de Beauce et du Champigny sont classées en zone de répartition des eaux (ZRE), signifiant un déséquilibre entre les besoins en eau et la ressource disponible. Le changement climatique est susceptible d’aggraver ce déséquilibre. Ainsi afin de renforcer la garantie d’une distribution d’une eau de qualité en permanence sur le territoire du département, le troisième Plan départemental de l’eau signé, le 3 octobre 2017, contient un plan d’actions afin d’assurer avec priorisation la sécurisation de l’alimentation en eau potable des Seine-et-Marnais. A cette fin a été préparé et publié en décembre 2020 un schéma départemental d’alimentation en eau potable de secours dans lequel huit secteurs prioritaires sont définis. La commune fait partie du secteur Bocage.

## Population et société

### Démographie
Ses habitants sont appelés les Saint-Jacques-Villois et les Saint-Jacques-Villoises.
L'évolution du nombre d'habitants est connue à travers les recensements de la population effectués dans la commune depuis 1793. Pour les communes de moins de 10 000 habitants, une enquête de recensement portant sur toute la population est réalisée tous les cinq ans, les populations de référence des années intermédiaires étant quant à elles estimées par interpolation ou extrapolation. Pour la commune, le premier recensement exhaustif entrant dans le cadre du nouveau dispositif a été réalisé en 2006.

En 2022, la commune comptait 811 habitants, en évolution de +2,27 % par rapport à 2016 (Seine-et-Marne : +3,92 %, France hors Mayotte : +2,11 %).
| 1793 | 1800 | 1806 | 1821 | 1831 | 1836 | 1841 | 1846 | 1851 |
| ---- | ---- | ---- | ---- | ---- | ---- | ---- | ---- | ---- |
| 497  | 478  | 481  | 515  | 596  | 568  | 563  | 620  | 633  |

| 1856 | 1861 | 1866 | 1872 | 1876 | 1881 | 1886 | 1891 | 1896 |
| ---- | ---- | ---- | ---- | ---- | ---- | ---- | ---- | ---- |
| 622  | 627  | 674  | 642  | 639  | 622  | 614  | 581  | 533  |

| 1901 | 1906 | 1911 | 1921 | 1926 | 1931 | 1936 | 1946 | 1954 |
| ---- | ---- | ---- | ---- | ---- | ---- | ---- | ---- | ---- |
| 549  | 544  | 525  | 481  | 448  | 440  | 391  | 442  | 419  |

| 1962 | 1968 | 1975 | 1982 | 1990 | 1999 | 2006 | 2011 | 2016 |
| ---- | ---- | ---- | ---- | ---- | ---- | ---- | ---- | ---- |
| 435  | 393  | 449  | 501  | 580  | 673  | 708  | 718  | 793  |

| 2021 | 2022 | - | - | - | - | - | - | - |
| ---- | ---- | - | - | - | - | - | - | - |
| 828  | 811  | - | - | - | - | - | - | - |

## Économie
Ville-Saint-Jacques était renommé pour son fromage, le brie de Ville-Saint-Jacques, qui était un petit brie cendré au charbon de bois, créé au XIXe siècle pour les ouvriers agricoles. De taille modeste (1 kg), il était affiné pendant plus de huit semaines. Séché grâce à la cendre, il ne coulait pas et était protégé des souillures des insectes, ce qui permettait aux ouvriers de l'emporter comme casse-croûte dans les champs. On le laissait souvent à l'ombre d'un arbre, au bord d'un ruisseau, recouvert d'un linge humide. Chaque ferme en fabriquait aux environs de Ville-Saint-Jacques. Il s'agit donc d'un brie de ménage appelé aussi brie de moisson. Disparu dans les années 1970, il a été remis au goût du jour par un maître-fromager bellifontain, qui l'affine dix semaines durant après l'avoir cendré.
Le brie est donc désormais fabriqué ailleurs, mais on fait maintenant à Ville-Saint-Jacques un fromage de chèvre, très apprécié dans la région.

### Revenus de la population et fiscalité
En 2017, le nombre de ménages fiscaux de la commune était de 317, représentant 827 personnes et la  médiane du revenu disponible par unité de consommation  de 24 570 euros.

### Emploi
En 2017 , le nombre total d’emplois dans la zone était de 120, occupant 374 actifs  résidants.
Le taux d'activité de la population (actifs ayant un emploi) âgée de 15 à 64 ans s'élevait à 71,7 % contre un taux de chômage de 5,9 %.
Les 22,4 % d’inactifs se répartissent de la façon suivante : 9,1 % d’étudiants et stagiaires non rémunérés, 8,2 % de retraités ou préretraités et 5,1 % pour les autres inactifs.

### Entreprises et commerces
En 2018, le nombre d'établissements actifs était de 60 dont 4 dans l’industrie manufacturière, industries extractives et autres, 11 dans la construction, 13 dans le commerce de gros et de détail, transports, hébergement et restauration, 3 dans l’information et communication, 2 dans les activités financières et d'assurance, 1 dans les activités immobilières, 14 dans les activités spécialisées, scientifiques et techniques et activités de services administratifs et de soutien, 5 dans l’administration publique, enseignement, santé humaine et action sociale et 7  étaient relatifs aux autres activités de services.
En 2019, 9 entreprises individuelles ont été créées sur le territoire de la commune.
Au 1er janvier 2020, la commune ne disposait pas d’hôtel et de terrain de camping.

### Agriculture
Ville-Saint-Jacques est dans la petite région agricole dénommée la « Bocage gâtinais », à l'extrême sud du département. En 2010, l'orientation technico-économique de l'agriculture sur la commune est diverses cultures (hors céréales et oléoprotéagineux, fleurs et fruits).
Si la productivité agricole de la Seine-et-Marne se situe dans le peloton de tête des départements français, le département enregistre un double phénomène de disparition des terres cultivables (près de 2 000 ha par an dans les années 1980, moins dans les années 2000) et de réduction d'environ 30 % du nombre d'agriculteurs dans les années 2010. Cette tendance se retrouve au niveau de la commune où le nombre d’exploitations est passé de 15 en 1988 à 9 en 2010. Parallèlement, la taille de ces exploitations augmente, passant de 61 ha en 1988 à 91 ha en 2010.
Le tableau ci-dessous présente les principales caractéristiques des exploitations agricoles de Ville-Saint-Jacques, observées sur une période de 22 ans : 
|                                      | 1988 | 2000 | 2010 |
| ------------------------------------ | ---- | ---- | ---- |
| Dimension économique,                |      |      |      |
| Nombre d’exploitations (u)           | 15   | 17   | 9    |
| Travail (UTA)                        | 31   | 22   | 17   |
| Surface agricole utilisée (ha)       | 909  | 853  | 822  |
| Cultures                             |      |      |      |
| Terres labourables (ha)              | 883  | 811  | 813  |
| Céréales (ha)                        | 577  | 523  | 481  |
| dont blé tendre (ha)                 | 321  | 285  | 271  |
| dont maïs-grain et maïs-semence (ha) | 95   | 24   | s    |
| Tournesol (ha)                       | 84   | s    | s    |
| Colza et navette (ha)                | 26   | s    | 153  |
| Élevage                              |      |      |      |
| Cheptel (UGBTA)                      | 53   | 23   | 31   |

## Culture locale et patrimoine

### Lieux et monuments
- Église Saint-Jacques-le-Majeur (XIIe siècle) : église orientée, à plan en croix latine. L'église comprend une nef flanquée de deux collatéraux. Le chevet est plat. La tour-clocher s'élève sur le bras nord du transept. Deux chapelles (ou une chapelle et une sacristie) encadrent le bras sud du transept (une au sud et une à l'est). Elévation extérieure : La façade est percée, dans sa partie médiane, d'une porte plein cintre surmontée d'une lancette. Les bas-côtés sont percés, côté façade comme sur leurs murs gouttereaux, de baies en arc brisé (tiers point) à remplage (deux lancettes et un oculus). L'église est épaulée de contreforts. La tour-clocher, à quatre pignons percés d'une baie simple puis de lancettes géminées à abat-sons, est flanquée d'une tourelle d'escalier sur sa face nord. On peut admirer : 
  - le maître autel (XVIIe) en bois peint et doré
  - une Vierge de Pitié (XVIe)
  - de belles pierres tombales et inscriptions du XVe et XVIe siècles

### Personnalités liées à la commune
- Xavier de Froidefond de Florian (1850-1931), diplomate, y est né.
- Joseph Gelineau (1920-2008), prêtre jésuite, compositeur et liturgiste français. Prêtre modérateur d'Écuelles, il a été de 1979 à 1997 curé des « Cinq Clochers » dont fait partie Ville-Saint-Jacques.